# Rhizomyia clavellata
Rhizomyia clavellata är en tvåvingeart som beskrevs av Boris Mamaev 1998. Rhizomyia clavellata ingår i släktet Rhizomyia och familjen gallmyggor.
Artens utbredningsområde är Italien. Inga underarter finns listade i Catalogue of Life.